# Cleome spinosa
Cleome spinosa, llamada comúnmente planta araña, flor de la araña, bigotes de gato, espuelas de caballero o ababán, es una especie de la familia Cleomaceae, nativa de Sudamérica. Se cultiva como ornamental y se caracteriza por su larga floración.

## Descripción
Es una planta perenne en su hábitat de origen, aunque se cultiva como anual fuera de él. Forma una mata de porte erecto, poco o muy ramificada, que puede alcanzar más de 1 m de altura. Los tallos son espinosos con hojas compuestas por 3 a 5 folíolos dispuestas de forma alterna. La inflorescencia surge en racimos terminales con flores de color rosa o blanco cuya característica más peculiar son los largos estambres que sobresalen de los pétalos como si fueran patas de araña, de ahí su nombre común. El fruto es una cápsula verde y pegajosa, dehiscente, de unos 4 por 11 cm que exhala un aroma especial.

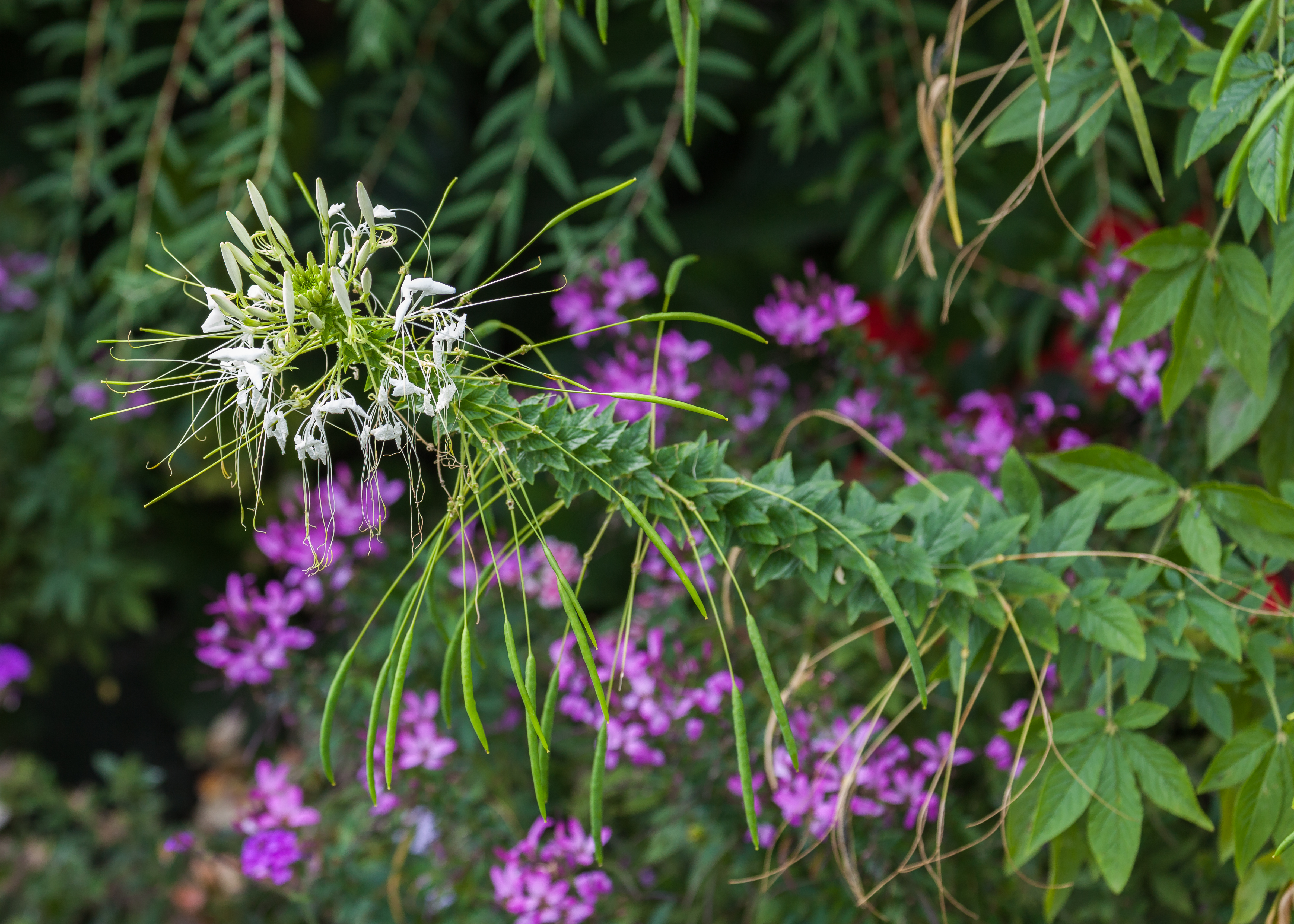
Imagen de la planta.